# Dr. Jekyll og Mr. Hyde (film fra 1931)
|  | For andre betydninger, se Dr. Jekyll og Mr. Hyde (flertydig) |
Dr. Jekyll og Mr. Hyde (Dr. Jekyll and Mr. Hyde) er en amerikansk film fra 1931, instrueret af Rouben Mamoulian med Fredric March i hovedrollen. 
Filmen er berømt for sin visuelle opfindsomhed, såsom de signifikante wipes og den omfattende brug af subjektivt kamera. Den blev nomineret til tre Oscars, hvoraf Fredric March modtog oscaren for bedste mandlige hovedrolle. 
Filmen blev imidlertid genstand for omfattende censur og forkortelser, og senere blev rettighederne købt af MGM, som valgte at gemme samtlige kopier i et arkiv, for at samle publikums opmærksomhed om deres egen nye filmatisering med Spencer Tracy. 
Der gik et kvart århundrede, før filmhistorikere fandt filmen frem igen, og endnu længere inden det lykkedes at restaurere den til sin oprindelige form. I dag er Rouben Mamoulians Dr. Jekyll og Mr. Hyde let tilgængelig på dvd og bredt anerkendt som et af filmhistoriens absolutte mesterværker.

## Eksterne Henvisninger
- Dr. Jekyll og Mr. Hyde på Internet Movie Database (engelsk)
- Dr. Jekyll og Mr. Hyde på Filmdatabasen
- Dr. Jekyll og Mr. Hyde på Scope
- Dr. Jekyll og Mr. Hyde i Svensk Filmdatabas (svensk)
- Dr. Jekyll og Mr. Hyde på AlloCiné (fransk)
- Dr. Jekyll og Mr. Hyde på MovieMeter (nederlandsk)
- Dr. Jekyll og Mr. Hyde på AllMovie (engelsk)
- Dr. Jekyll og Mr. Hyde hos American Film Institute (engelsk)
- Dr. Jekyll og Mr. Hydes profil hos Encyclopædia Britannica Online (engelsk)
- Dr. Jekyll og Mr. Hyde på Turner Classic Movies (engelsk)